# Berliet B
Der Berliet B, war ein nur als Chassis erhältliches Pkw-Modell des Kraftfahrzeugherstellers Berliet in Lyon aus den Jahren 1900–1901, welches wegen seiner effektiven Motorleistung auch als Berliet 5HP bezeichnet wird.

## Geschichte und Technik
Das Fahrzeug erhielt seine allgemeine Betriebserlaubnis durch den örtlich und sachlich zuständigen Inspecteur des Mines am 25. August 1900 zusammen mit dem Berliet A bis.
Der Motor leistete bei einer Bohrung von 80 und einem Hub von 120 mm (Hubraum 1206 cm³) 5 PS bei 900/min.
Der Antrieb erfolgte über Ketten auf die Hinterachse. Das Getriebe hatte 3 Vorwärtsgänge. Das Fahrzeug hatte Rechtslenkung. Die technischen Daten – soweit überliefert – entsprechen bis auf das Getriebe denjenigen des Berliet Typ A.

## Variante des Berliet Typ B als Lkw (1909)
Die Bezeichnung Berliet Typ B betrifft auch ein späteres Lkw-Modell, das mit dem oben beschriebenen Namen außer der Typenbezeichnung nichts gemeinsam hat. Zwei Stück dieses Modells wurden bei den militärischen Erprobungsfahrten im Herbst 1909 getestet und wurden hierbei in erster Linie auf störungsfreie Dauerleistungen geprüft. Ihre technischen Daten werden wie folgt angegeben: Motor war der aus dem zeitgleich gebauten PKW-Modell Berliet BD2 bekannte Vierzylindermotor mit 80×120 mm Bohrung × Hub (2413 cm³ Hubraum) und 15 effektiven PS. Das Leergewicht betrug 1800 kg, die Nutzlast 2000 kg, der Radstand 3,20 m. Der Wagen hatte vorne Vollgummireifen der Größe 900×100, hinten Zwillingsreifen der Größe 1000×100. Der Antrieb auf die Hinterräder erfolgte über Ketten.